# Nationaler Schriftstellerverband der Ukraine

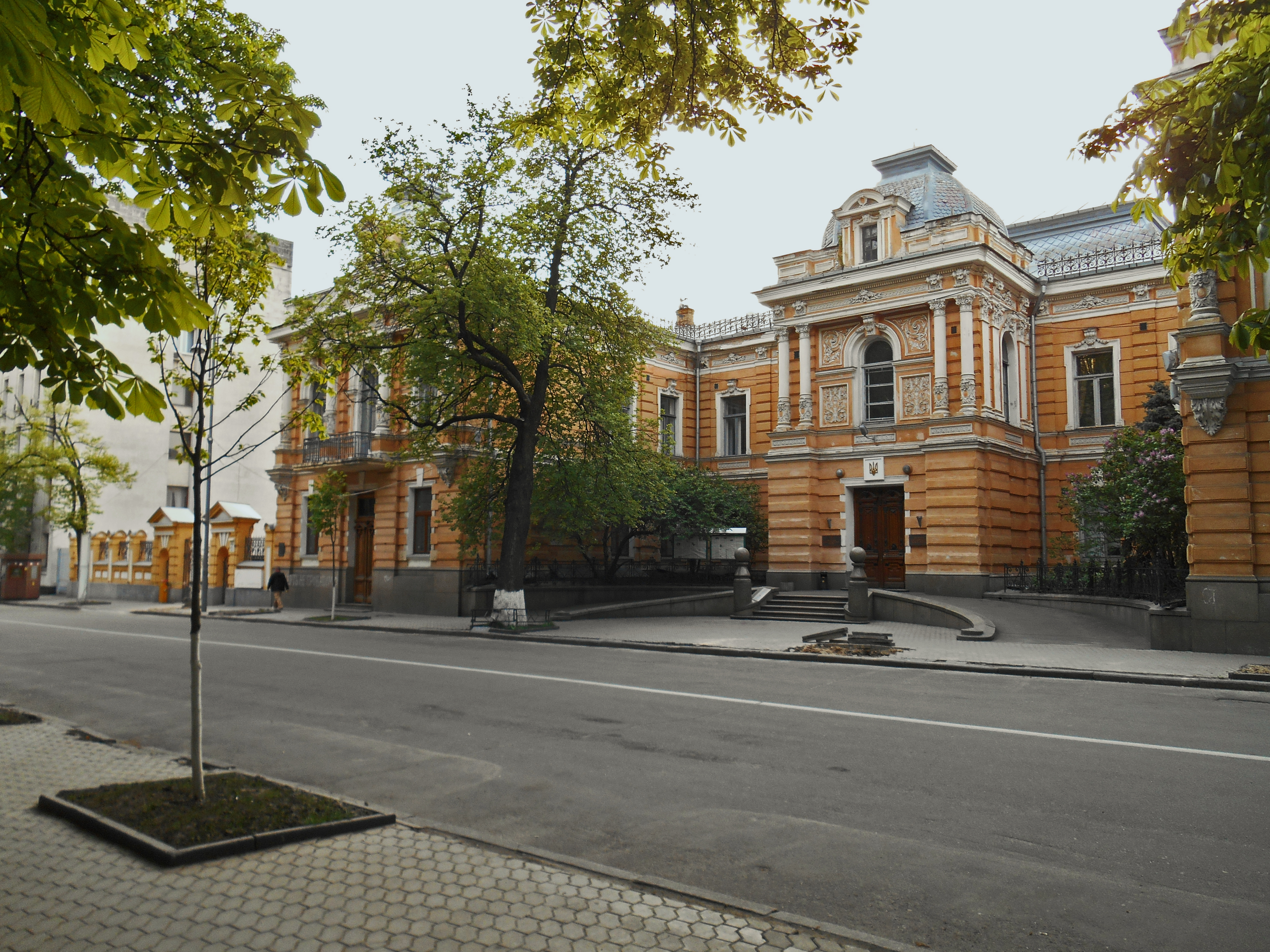
Die Villa Liebermann. Seit 1953 Sitz des Verbandes

Der Nationale Schriftstellerverband der Ukraine (ukrainisch Національна спілка письменників України/ Nazionalna spilka pysmennykiw Ukrajiny) gründete sich 1934 als Berufsverband der Schriftsteller in der Ukraine.

## Geschichte
Gegründet wurde der Schriftstellerverband der SSR der Ukraine 1934 auf dem I. Nationalkongress der sowjetischen Schriftsteller am 16. Juni (Charkiw) bzw. am 12. August 1934 in Kiew.
Der Schriftstellerverband der Ukraine wurde 1991 als unabhängig vom Schriftstellerverband der UdSSR und in Nachfolge des sowjetischen Schriftstellerverbandes der Ukraine von 1934 und der Union der Schriftsteller der Ukraine von 1959 auf dem 10. Kongress der Sozialistischen Partei am 19. April 1991 gegründet. Der Status eines  „Nationalen“ Verbandes der Schriftsteller der Ukraine erhielt der Verband im Jahr 1997.

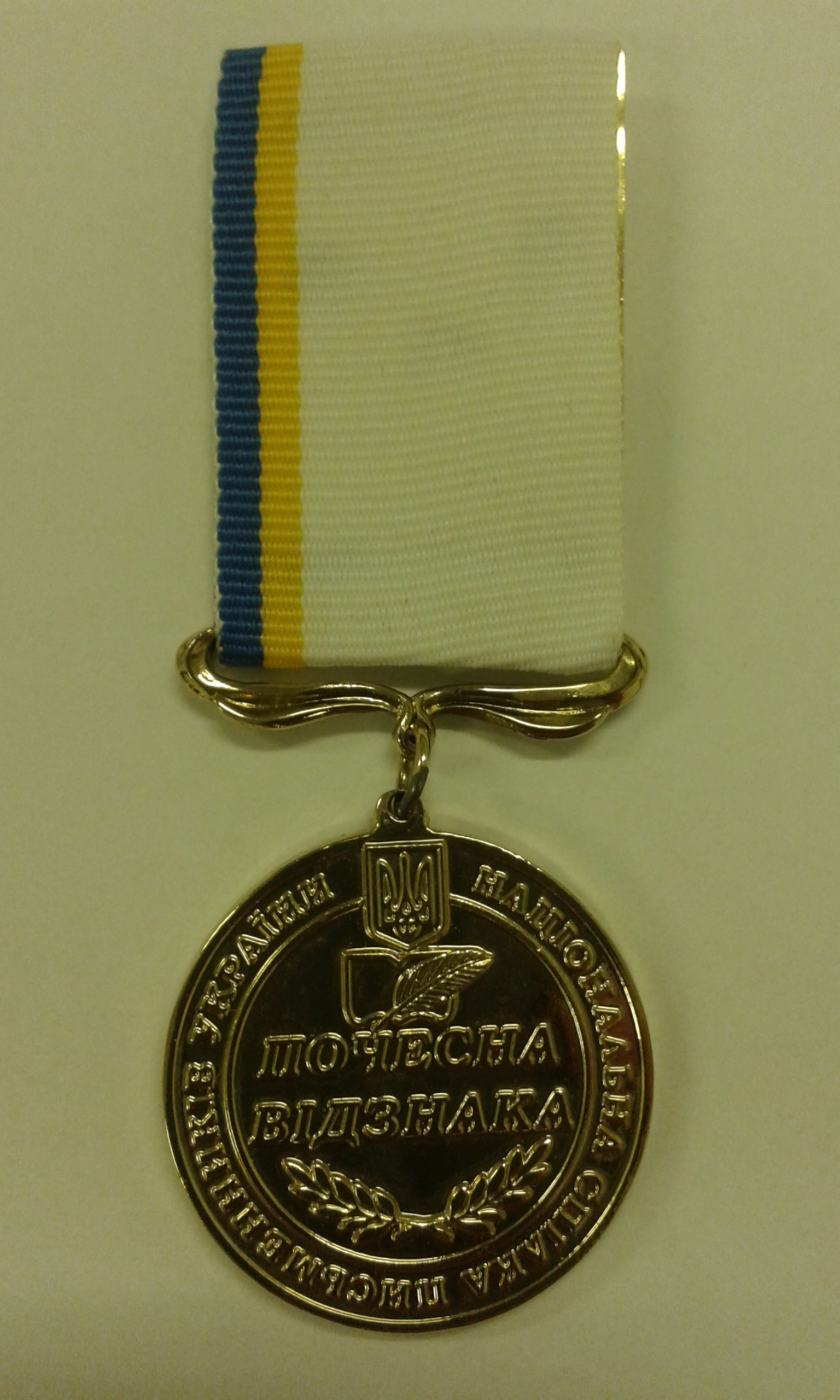
Ehrenmedaille des Schriftstellerverbandes

## Vorsitzende
Vorsitzender des Schriftstellerverbandes ist seit dem 29. November 2014 der 1958 geborene Schriftsteller Mychailo Sydorschewskyj (Михайло Олексійович Сидоржевський). Seine Vorgänger im Amt (von 1973 bis 1991 „Erster Sekretär“) waren:
- 1934–1934 Iwan Kulyk
- 1934–1936 Anton Sentschenko (Антон Григорович Сенченко; 1898–1937)
- 1936–1937 Iwan Mykytenko (Іван Кіндратович Микитенко; 1897–1937)
- 1938–1941 Oleksandr Kornijtschuk
- 1943–1946 Maksym Rylskyj
- 1946–1953 Oleksandr Kornijtschuk
- 1953–1959 Mykola Baschan
- 1959–1971 Oles Hontschar
- 1971–1973 Jurij Smolytsch
- 1973–1979 Wassyl Kosatschenko (Василь Павлович Козаченко; 1913–1995)
- 1979–1986 Pawlo Sahrebelnyj
- 1986–2001 Jurij Muschketyk
- 2001–2011 Wolodymyr Jaworiwskyj
- 2011–2014 Wiktor Baranow (Ві́ктор Фе́дорович Бара́нов; 1950–2014)
- 2014–2014 Oleksandr Boschko (Олександр Іванович Божко; * 1946)
- seit 2014   Mychailo Sydorschewskyj (Михайло Олексійович Сидоржевський; * 1958)

## Sitz
Der Sitz des Verbandes befindet sich in der Villa Liebermann in der Kiewer Innenstadt auf der Wulyzja Bankowa (Вулиця Банкова) Nr. 2.
Der Verband veranstaltet in der Villa jährlich 200 bis 250 verschiedene kreative Aktivitäten, wie Literaturabende, Preisverleihungen und Weiterbildungsveranstaltungen für jungen Autoren.